# Friedrich-Ludwig-Jahn-Ehrenhalle

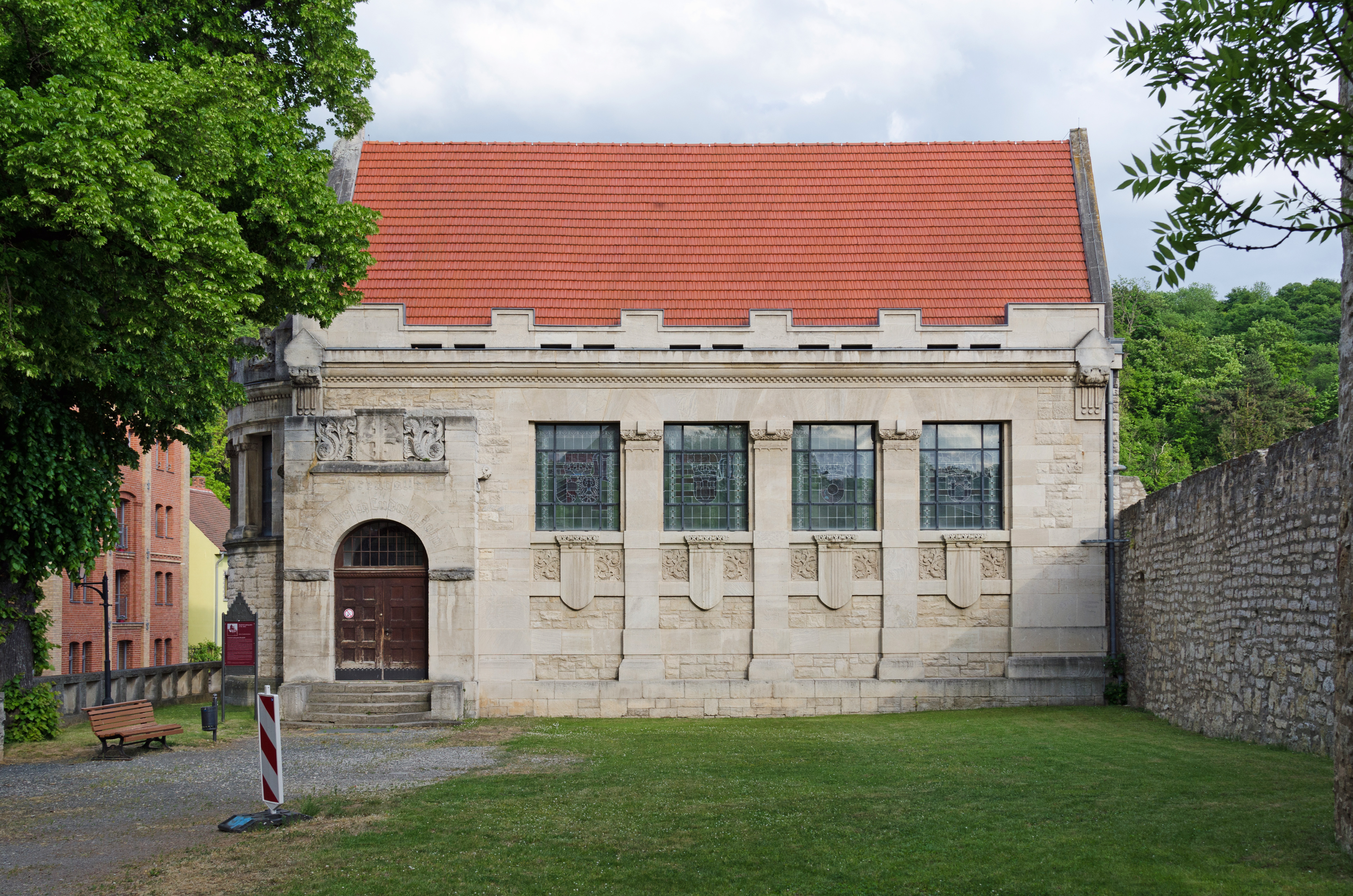
Seitenansicht der Halle (2015)

Die Friedrich-Ludwig-Jahn-Ehrenhalle in Freyburg (Unstrut), ehemals als Museum für Friedrich Ludwig Jahn errichtet, dient heute der Durchführung festlicher Veranstaltungen, wissenschaftlicher Tagungen und ist Ort der Mitgliederversammlungen der Friedrich-Ludwig-Jahn-Gesellschaft e.V. Das Gebäude steht unter Denkmalschutz.

## Lage und Beschreibung
Die Ehrenhalle steht im Nordosten Freyburgs zwischen der Schützenstraße und der historischen Stadtmauer, etwa 30 Meter hinter der Friedrich-Ludwig-Jahn-Erinnerungsturnhalle

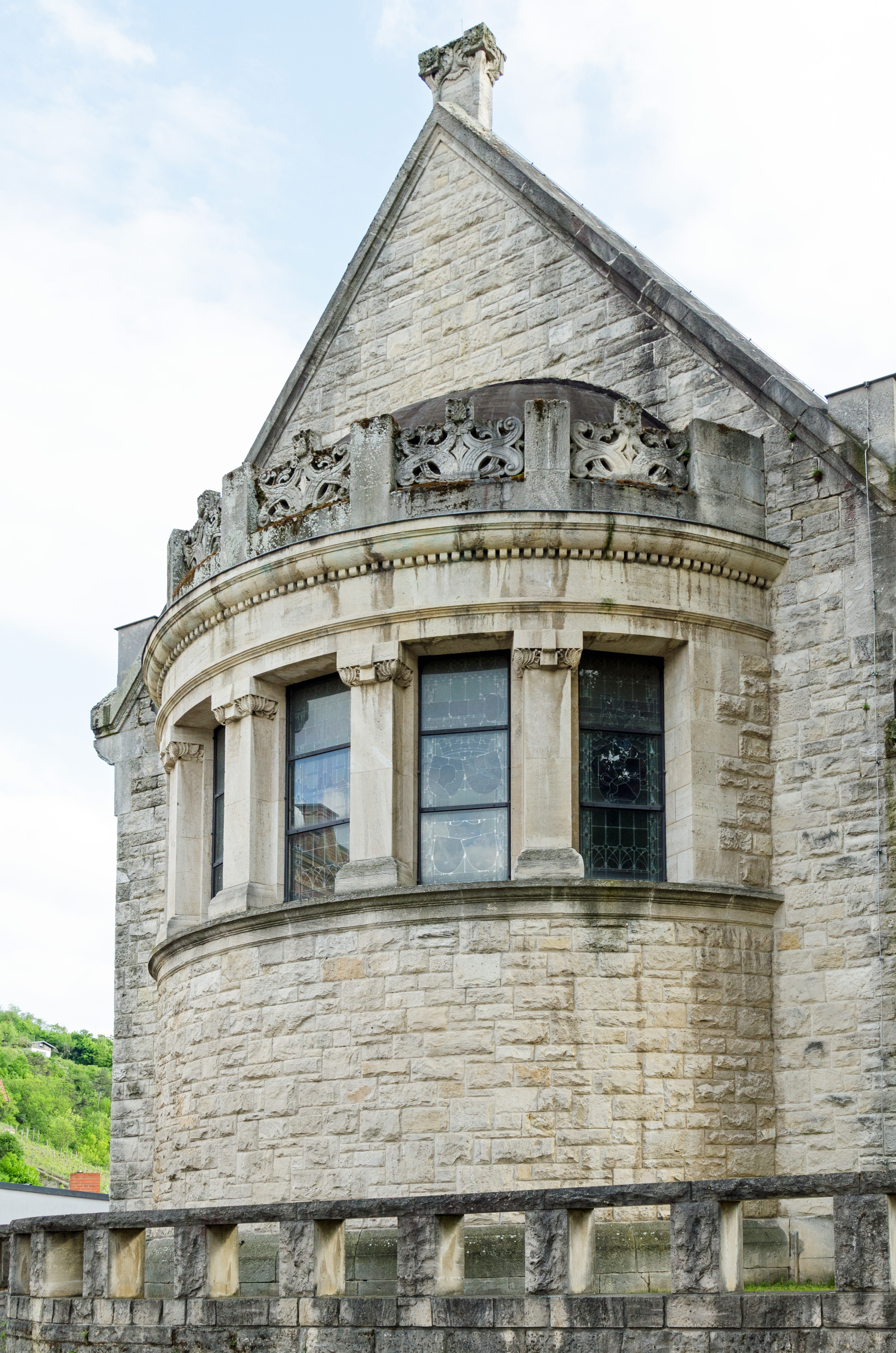
Ansicht von der Straße
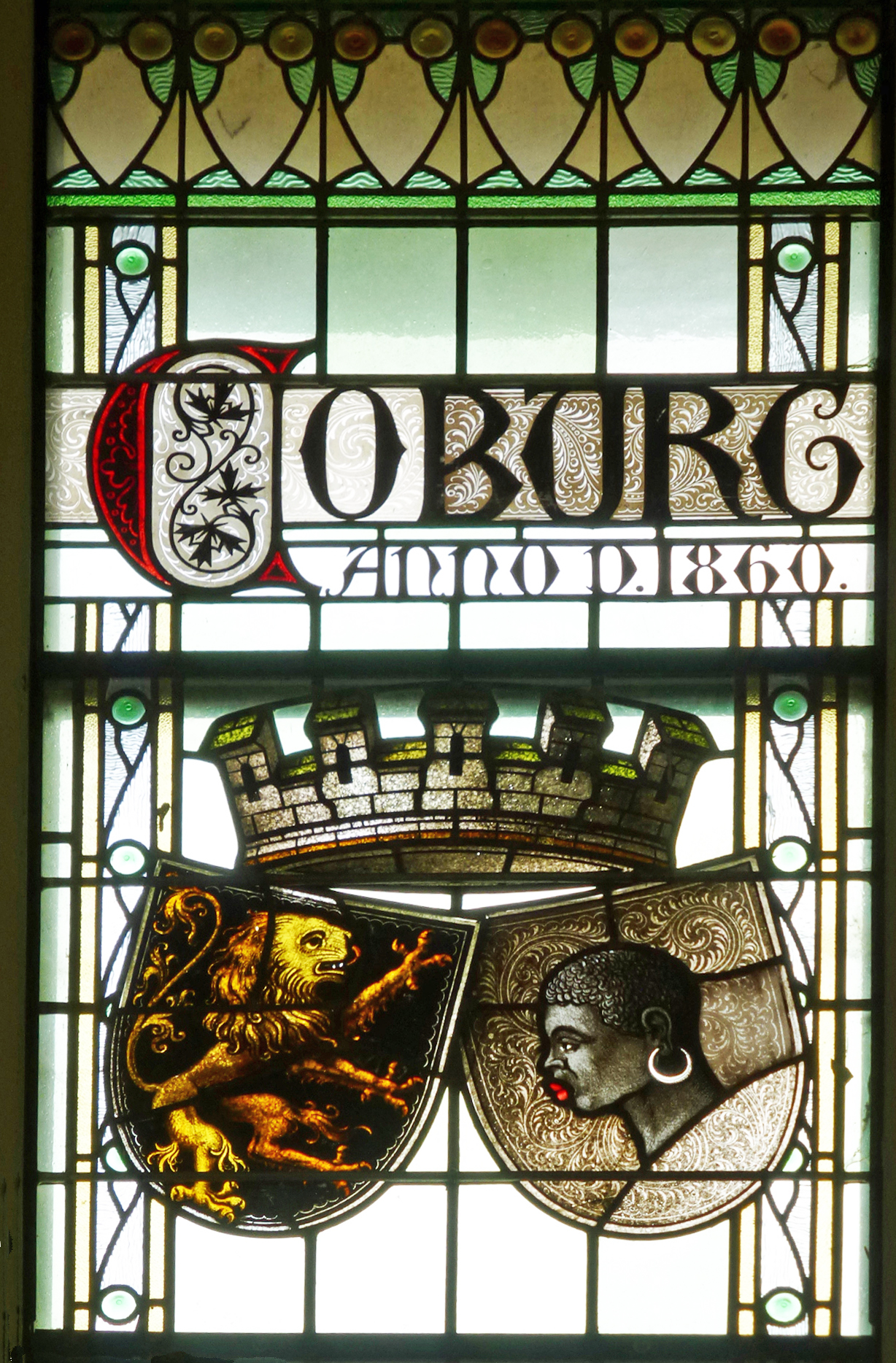
Fenster zum Ersten Deutschen Turnfest

Auf einer Grundfläche von etwa 9 × 18 Meter erhebt sich ein eingeschossiger Saalbau mit einem Satteldach, der an der Giebelseite zur Straße eine apsisähnliche Ausbuchtung zeigt. Die Fassaden sind rustikal mit Sandstein belegt und reichlich geschmückt. Polierte Blöcke bilden die zwischen den Fenstern angedeuteten Säulen, die sich in der Attikazone zinnenartig fortzusetzen scheinen. Unter den Fenstern sind stilisierte Wappen angeordnet. Das Hauptgesims zeigt einen feingliedrigen Zahnschnittfries. Über dem Rundbogenportal an der Westseite mit der Umschrift Ehrenhalle Friedrich Ludwig Jahn ist ein von Arabesken flankiertes Turnerkreuz angebracht.
Die Fenster sind als Bleiglasfenster gestaltet und erinnern an Städte, in denen Deutsche Turnfeste stattgefunden haben. In dem ansonsten schmucklosen Inneren der Halle steht an der Frontseite in einem säulengestützten flachen Rundbogen die vom Berliner Bildhauer Georg Meyer-Steglitz (1868–1929) in Stein gefertigte Kopie des lebensgroßen Bronzestandbildes Friedrich Ludwig Jahns von Erdmann Encke (1843–1896) auf dem ehemaligen ersten Turnplatz in der Berliner Hasenheide. Auf dem Sockel steht das Jahn-Zitat „Deutschlands Einheit war der Traum meines erwachenden Lebens, das Morgenroth meiner Jugend, der Sonnenschein der Manneskraft, und ist jetzt der Abendstern, der mir zur ewigen Ruhe winkt.“

## Geschichte
1894 war in Freyburg die Friedrich-Ludwig-Jahn-Ehrenturnhalle eröffnet worden, die auch einen Museumsraum enthielt. Dieser erwies sich alsbald als zu klein. Auf Initiative des Leipziger Arztes und Vorsitzenden der Deutschen Turnerschaft Ferdinand Goetz (1826–1915) legten 1899 die Leipziger Architekten Georg Weidenbach (1853–1928) und Richard Tschammer (1860–1929) Pläne für ein Museumsgebäude vor. Nach Sammlungen der Deutschen Turnerschaft unter ihren Mitgliedern konnte das Museumsgebäude errichtet und 1903 eingeweiht werden. Die Jahn-Statue stand zunächst in der Apsis, flankiert von Bismarck und Wilhelm II (1859–1941).

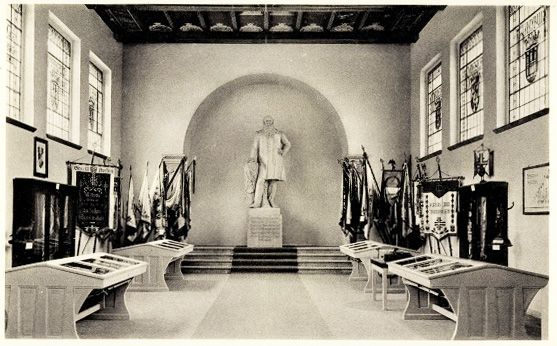
Das Innere der Ehrenhalle um 1940

Anlässlich der Olympischen Spiele 1936 wurde das Friedrich-Ludwig-Jahn-Museum in Jahns ehemaligem Wohnhaus eingerichtet und der bisherige Museumsbau in Ehrenhalle umbenannt. In der Ehrenhalle verblieben neben der Jahn-Statue, die nun im Bogen der Apsis gegenüber stand, Traditionsfahnen und einige Vitrinen.
Nach der deutschen Wiedervereinigung wurde die Ehrenhalle saniert.